# Miss Univers 2022
Miss Univers 2022 est la 71e édition du concours Miss Univers. Elle s'est tenue le 14 janvier 2023 à La Nouvelle-Orléans dans la état de Louisiane aux États-Unis. La gagnante, R'Bonney Gabriel, Miss USA, a succédé à l'Indienne Harnaaz Sandhu, élue Miss Univers 2021 le 12 décembre 2021 à Eilat en Israël.

## Résultats
| Résultat final    | Candidate |
| ----------------- | --- |
| Miss Univers 2022 | - USA - R'Bonney Gabriel |
| 1re dauphine      | - Venezuela – Amanda Dudamel |
| 2e dauphine       | - République Dominicaine – Andreína Martinez-Founier |
| Top 5             | - Curaçao – Gabriëla Dos Santos - Porto Rico – Ashley Cariño |
| Top 16            | - Afrique du Sud – Ndavi Nokeri - Australie – Monique Riley - Canada – Amelia Tu - Colombie – María Fernanda Aristizabal - Haiti – Mideline Phelizor - Espagne – Alicia Faubel - Inde – Divita Rai - Laos – Payengxa Lor § - Pérou – Alessia Rovegno - Portugal – Telma Madeira - Trinité et Tobago – Tya Jané Ramey |

§ : A rejoint le Top 16 grâce aux téléspectateurs.
| Récompense :                 | Candidate :                                                  |
| ---------------------------- | ------------------------------------------------------------ |
| Miss Sympathie               | - Chili – Sofía Depassier - Malte – Maxine Formosa Gruppetta |
| Prix de l'impact social      | - Thailande – Anna Sueangam-iam                              |
| Prix de l'esprit du Carnaval | - Ukraine – Viktoriia Apanasenko                             |
| Prix de la meilleure cape    | - Vietnam – Chau Nguyễn                                      |
| Meilleur costume national    | - Ukraine – Viktoriia Apanasenko                             |

## Candidates
83 candidates ont participé à l’élection de Miss Univers 2022.
| Pays / Territoire         | Nom                             | Âge    | Résidence                  |
| ------------------------- | ------------------------------- | ------ | -------------------------- |
| Afrique du Sud            | Ndavi Nokeri (en)               | 23 ans | Tzaneen                    |
| Albanie                   | Deta Kokomani                   | 22 ans | Durrës                     |
| Allemagne                 | Soraya Kohlmann                 | 24 ans | Leipzig                    |
| Angola                    | Swelia Antonio                  | 25 ans | Luanda                     |
| Argentine                 | Bárbara Cabrera (en)            | 27 ans | Buenos Aires               |
| Arménie                   | Kristina Ayanian                | 25 ans | Erevan                     |
| Aruba                     | Kiara Arends                    | 24 ans | Oranjestad                 |
| Australie                 | Monique Riley                   | 27 ans | Sydney                     |
| Bahamas                   | Angel Cartwright                | 28 ans | Long Islands               |
| Bahreïn                   | Evlin Khalifa                   | 24 ans | Riffa                      |
| Belgique                  | Chayenne van Aarle              | 23 ans | Anvers                     |
| Belize                    | Ashley Lightburn                | 26 ans | Belize City                |
| Bhoutan                   | Tashi Choden (en)               | 23 ans | Wangdue Phodrang           |
| Bolivie                   | Camila Sanabria                 | 28 ans | Santa Cruz de la Sierra    |
| Brésil                    | Mia Mamede                      | 27 ans | Vitoria                    |
| Bulgarie                  | Kristina Plamenova              | 26 ans | Byala Slatina              |
| Cambodge                  | Manita Hang                     | 24 ans | Phnom Penh                 |
| Cameroun                  | Monalisa Mouketey,              | 26 ans | Buea                       |
| Canada                    | Amelia Tu                       | 21 ans | Vancouver                  |
| Chili                     | Sofia Depassier                 | 24 ans | Santiago                   |
| Chine                     | Alice Jiang Sichen              | 26 ans | Shanghai                   |
| Colombie                  | María Fernanda Aristizábal (en) | 25 ans | Armenia                    |
| Corée du Sud              | Hanna Kim                       | 26 ans | Séoul                      |
| Costa Rica                | María Fernanda Rodríguez        | 25 ans | Quesada                    |
| Croatie                   | Arijana Podgajski               | 20 ans | Krapina                    |
| Curaçao                   | Gabriëla Dos Santos (en)        | 20 ans | Willemstad                 |
| Équateur                  | Nayelhi González                | 28 ans | Esmeraldas                 |
| Espagne                   | Alicia Faubel                   | 26 ans | Alicante                   |
| États-Unis                | R'Bonney Gabriel                | 28 ans | Houston                    |
| Finlande                  | Petra Hämäläinen                | 26 ans | Savonlinna                 |
| France                    | Floriane Bascou,                | 21 ans | Le Lamentin                |
| Ghana                     | Engracia Mofuman                | 27 ans | Kumasi                     |
| Grande-Bretagne           | Noky Simbani                    | 25 ans | Derby                      |
| Grèce                     | Korina Emmanouilidou            | 22 ans | Kozani                     |
| Guatemala                 | Ivana Batchelor                 | 22 ans | Quetzaltenango             |
| Guinée équatoriale        | Alba Isabel Obama               | 21 ans | Mbini                      |
| Haïti                     | Mideline Phelizor               | 27 ans | Port-au-Prince             |
| Honduras                  | Rebeca Rodríguez                | 20 ans | San Pedro Sula             |
| Îles Caïmans              | Chloé Powery-Doxey              | 25 ans | George Town                |
| Îles Vierges britanniques | Lia Claxton                     | 18 ans | Tortola                    |
| Inde                      | Divita Rai (en)                 | 25 ans | Mangalore                  |
| Indonésie                 | Laksmi De-Neefe Suardana (en)   | 26 ans | Ubud                       |
| Islande                   | Hrafnhildur Haraldsdóttir       | 18 ans | Reykjavík                  |
| Italie                    | Virginia Stablum,               | 24 ans | Trente                     |
| Jamaïque                  | Toshami Calvin                  | 26 ans | Saint Thomas               |
| Japon                     | Marybelen Sakamoto,             | 24 ans | Chiba                      |
| Kirghizistan              | Altynai Botoyarova              | 18 ans | Bichkek                    |
| Kosovo                    | Roksana Ibrahimi                | 24 ans | Pristina                   |
| Laos                      | Payengxa Lor                    | 21 ans | Vientiane                  |
| Liban                     | Yasmina Zaytoun,                | 20 ans | Kfarchouba                 |
| Malaisie                  | Cheam Wei Yeng                  | 26 ans | Semenyih                   |
| Malte                     | Maxine Formosa                  | 22 ans | St Julian's                |
| Maurice                   | Alexandrine Belle-Étoile,       | 25 ans | Curepipe                   |
| Mexique                   | Irma Miranda (en)               | 26 ans | Ciudad Obregon             |
| Myanmar                   | Zar Li Moe (en)                 | 21 ans | Bhamo                      |
| Namibie                   | Cassia Sharpley                 | 23 ans | Windhoek                   |
| Népal                     | Sophiya Bhujel                  | 27 ans | Katmandou                  |
| Nicaragua                 | Norma Huembes (en)              | 24 ans | San Marcos                 |
| Nigeria                   | Hannah Iribhogbe                | 21 ans | Edo                        |
| Panama                    | Solaris Barba (en)              | 23 ans | Herrera                    |
| Paraguay                  | Leah Ashmore (en)               | 28 ans | Villarica                  |
| Pays-Bas                  | Ona Moody                       | 25 ans | Amsterdam                  |
| Pérou                     | Alessia Rovegno (en)            | 24 ans | Lima                       |
| Philippines               | Celeste Cortesi                 | 25 ans | Pasay                      |
| Pologne                   | Aleksandra Klepazcka            | 23 ans | Łódź                       |
| Porto Rico                | Ashley Cariño                   | 28 ans | Fajardo                    |
| Portugal                  | Telma Madeira (en)              | 23 ans | Porto                      |
| République dominicaine    | Andreína Martinez (en)          | 25 ans | Santiago de los Caballeros |
| République tchèque        | Sára Mikulenková                | 20 ans | Valašské Meziříčí          |
| Russie                    | Anna Linnikova                  | 22 ans | Orenbourg                  |
| Sainte-Lucie              | Sheris Paul                     | 27 ans | Castries                   |
| Salvador                  | Alejandra Guajardo              | 26 ans | Cabañas                    |
| Seychelles                | Gabriella Gonthier              | 24 ans | Mahé                       |
| Singapour                 | Carissa Yap                     | 22 ans | Singapour                  |
| Slovaquie                 | Karolina Michálčiková           | 24 ans | Trenčín                    |
| Suisse                    | Alia Giundi,                    | 19 ans | Valais                     |
| Thaïlande                 | Anna Sueangam-iam               | 24 ans | Bangkok                    |
| Trinité-et-Tobago         | Tya Janè Ramey                  | 25 ans | Arouca                     |
| Turquie                   | Aleyna Şirin                    | 21 ans | Istanbul                   |
| Ukraine                   | Viktoria Apanasenko,            | 29 ans | Tchernihiv                 |
| Uruguay                   | Carla Romero                    | 25 ans | Montevideo                 |
| Venezuela                 | Amanda Dudamel (en)             | 23 ans | Mérida                     |
| Viêt Nam                  | Nguyễn Thị Ngọc Châu (en)       | 28 ans | Tây Ninh                   |

## Observations